# Zhaoqing
Zhaoqing (chinois simplifié : 肇庆 ; chinois traditionnel : 肇慶 ; pinyin : zhàoqìng) est une ville-préfecture du centre-ouest de la province du Guangdong en République populaire de Chine.

## Histoire
La date de la fondation est incertaine, mais la ville est connue dès les dynasties Qin (221-206 av. J.-C.) et Han (206 av. J.-C. - 220) dynasties, sous le nom de Gaoyao (高要, gāoyāo), puis sous la dynastie Sui (581-618), sous le nom de Duanzhou (端州, duānzhōu), comme région administrative importante et comme base militaire. En 1118, l'empereur Huizong, de la dynastie des Song du Nord, lui attribue son nom actuel de Zhaoqing (« début de bon augure »).
À l'arrivée des Européens dans le Guangdong, au XVIe siècle, Zhaoqing est un important centre administratif, et le siège de vice-roi du Liangguang (réunissant alors le Guangdong et le Guangxi), Chen Jui (zh), (陈瑞 / 陳瑞, chén ruì. Matteo Ricci, responsable des expéditions chrétiennes en Chine évoque les premières visites d'Européens basés à Macao. La première visite pourrait celle du Contrôleur de la Ville de Macao, Penella Mattia, et du jésuite italien Michele Ruggieri, en 1582, envoyés par les autorités de Macao en tant que représentants du maire et de l'évêque de Macao, à qui le vice-roi, avait demandé un rapport. Les jésuites sont alors désireux d'étendre leur activité missionnaire de Macao en Chine continentale, donc d'autres visites ont bientôt suivi, et, en 1583, après plusieurs faux départs, Michele Ruggieri et un autre jésuite récemment arrivé, Matteo Ricci, réussissent à s'installer en ville, de fait la première mission jésuite en Chine hors de Macao. Ruggieri et Ricci se déplacent en ville, après avoir reçu une invitation du gouverneur de Zhaoqing, Wang Pan, qui avait entendu parler des compétences de Ricci comme mathématicien et cartographe. Ricci y a établi la première carte du monde en chinois en 1584. En 1588, Ruggieri quitte la Chine pour Rome, pour ne jamais revenir. Mais Ricci séjourne à Zhaoqing jusqu'en 1589, quand le nouveau vice-roi décide de l'expulser de la ville, pour Chaozhou. Une plaque commémorative récente commémore le séjour de six ans de Ricci. Et un bâtiment des années 1860 est devenu « Centre Mémorial Ricci ».
Après la victoire mandchoue (dynastie Qing) dans le nord de la Chine, en 1644, une succession de princes Ming établissent des régimes variés, de courte durée, en divers endroits du centre et du sud de la Chine, connus collectivement sous la dynastie des Ming du Sud. Jusqu'en 1650, Zhaoqing est le siège du dernier de ces prétendants au trône des Ming, Zhu Youlang, portant le titre d'empereur Yongli, qui a également tenu sa cour à Guilin, puis dans diverses places du Guangxi, du Yunnan et de la Birmanie. Les jésuites Andreas Wolfgang Koffler, puis Michał Boym y ont séjourné.

## Économie
En 2005, le PIB total a été de 14,1 milliards de yuans, et le PIB par habitant de 27 165 yuans.

### Secteur primaire
Les ressources locales de cette région de montagne sont le charbon, le calcaire, le cuivre, le plomb, le zinc, le granit, l'or, du soufre, de gypse, ainsi que quelques autres minéraux.
En agriculture, la plaine fertile fournit du riz paddy, de la canne à sucre, des produits aquatiques, des fruits. L'horticulture est très développée. L'élevage, dont la volaille, est également développé. La forêt fournit des plantes médicinales, de la colophane et de l'écorce de cassia.

### Secteur secondaire
Les industries piliers sont l'alimentation, les boissons, les matériaux de construction, l'électronique, la bio-ingénierie micro, les produits chimiques, les équipements et machines, les textiles et l'habillement sont les industries piliers.
Duanzhou, Gaoyao et la zone de Sihui deviennent des bases industrielles orientées vers l'exportation. Yunfu est une zone importante pour la production de soufre et de fer.
Le gouvernement local a établi différentes zones industrielles, ou parcs technologiques, dont le plus important est la Zone de Développement de Haute Technologie de Guangdong Zhaoqing, Guangdong Zhaoqing High-tech Industrial Development Zone,sur 109 km2, avec le Sanrong Industrial Park (9 km2) et le Dawang Industrial Park(100 km2).

### Les 10 grands projets pour la période 2003-2007
Le gouvernement local vise à faire de la ville une grande ville moderne et écologique, une cité-jardin.
Sur les cinq années 2003-2007, le gouvernement de la ville lance dix projets de grande envergure :
- Expansion urbaine à l'est et au sud, avec la meilleure qualité de planification urbaine, de construction et de gestion,
- Développement des régions orientales et méridionales industrielles, vers une base de production moderne d'importance mondiale,
- Promotion du développement économique dans les zones de collines et de comtés, et mise à niveau des zones industrielles,
- Construction d'un corridor industriel de la science, de la technologie, de l'éducation et de la culture, pour nourrir économie de la connaissance, par le développement de parcs technologiques et de parcs universitaires, et la coopération inter-universitaire,
- Augmentation des investissements en capital pour la construction d'infrastructures,
- Promotion de la réforme et du développement des entreprises d'État,
- Développement des centres touristiques,
- Construction d'une "cité de l'éducation" et d'une "ville culturelle" pour améliorer la qualité des ressources humaines,
- Construction de "Zhaoqing numérique»,
- Amélioration de la protection de l'environnement.

## Subdivisions administratives
La ville-préfecture de Zhaoqing exerce sa juridiction sur huit subdivisions - deux districts, deux villes-districts et quatre xian :
- le district de Dinghu - 鼎湖区 Dǐnghú Qū ;
- le district de Duanzhou - 端州区 Duānzhōu Qū ;
- la ville de Gaoyao - 高要市 Gāoyào Shì ;
- la ville de Sihui - 四会市 Sìhuì Shì ;
- le xian de Deqing - 德庆县 Déqìng Xiàn ;
- le xian de Fengkai - 封开县 Fēngkāi Xiàn ;
- le xian de Guangning - 广宁县 Guǎngníng Xiàn ;
- le xian de Huaiji - 怀集县 Huáijí Xiàn.

## Tourisme
Quelques lieux remarquables :
- Temple Mei'an, et musée, sur la Liste des monuments de la RPC,
- Pics de calcaire à Seven Star Crags, (七星岩 摩崖 石刻), avec inscriptions, sur la Liste des monuments de la RPC,
- Murs de la ville de la vieille ville Song, vieux de plus de 800 ans, sur la Liste des monuments de la RPC,
- Chongxi Pagode,
- Tour pour l'observation du fleuve, Tower for Reviewing the River,
- Baogong Memorial Tempel,
- Mountain Dinghu,

La ville est connue en Chine pour ses Guozhen Zong (肇庆 裹蒸粽), type spécial de zongzi, papillotes pyramidales, enveloppées dans des feuilles de végétaux, comprenant des haricots mungo, du porc, de l'œuf salé, de la saucisse chinoise, et des champignons, le tout cuit pendant des heures, et servi chaud.
Un autre produit culturel important de Zhaoqing est l' encre duanyan (端砚), fabriquée dans le district de Duanzhou depuis la dynastie Tang, généralement pourpre, mais d'autres teintes plus rares et plus précieuses (de pierre à encre) existent, comme vert ou blanc. Cette encre est appréciée des calligraphes pour la finesse et la compacité de la pierre, est agréable à travailler, et n'attaque pas le pinceau.

## Éducation
- Université de Zhaoqing,
- (un campus de) l'Université des Finances du Guangdong,
- Zhaoqing Foreign Language College,
- Canadian-American School.

## Transports
Zhaoqing est bien desservi par les chemins de fer et les autoroutes.
Des services de trains directs et de bus la relient à Guangzhou, Hong Kong et d'autres villes du Guangdong.
Les routes principales sont les autoroutes 321 et 324, et le Guang-Zhao et Wu Guang-express. Le chemin de fer passe également par Sanmao Zhaoqing. La ville est reliée à Hong Kong via le service de KCRC Guangdong Through Train, depuis la gare de Zhaoqing.
Hong Kong Chu Kong Passenger Transport Co. Ltd gère également une ligne de ferrys catamarans entre Zhaoqing et Hong Kong.
En ville, la principale forme de transport en commun reste les 24 lignes d'autobus publics.

## Liens externes

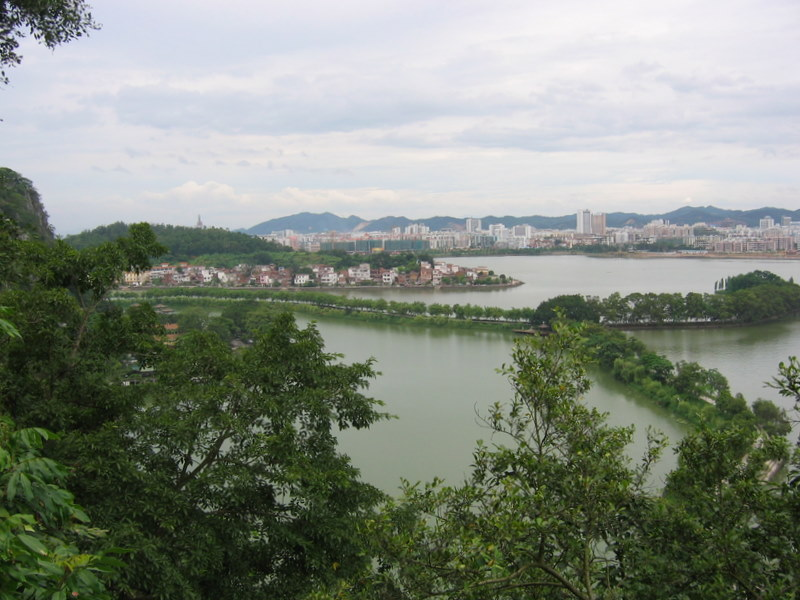
Vue sur Zhaoqing depuis le Roc des Sept Etoiles

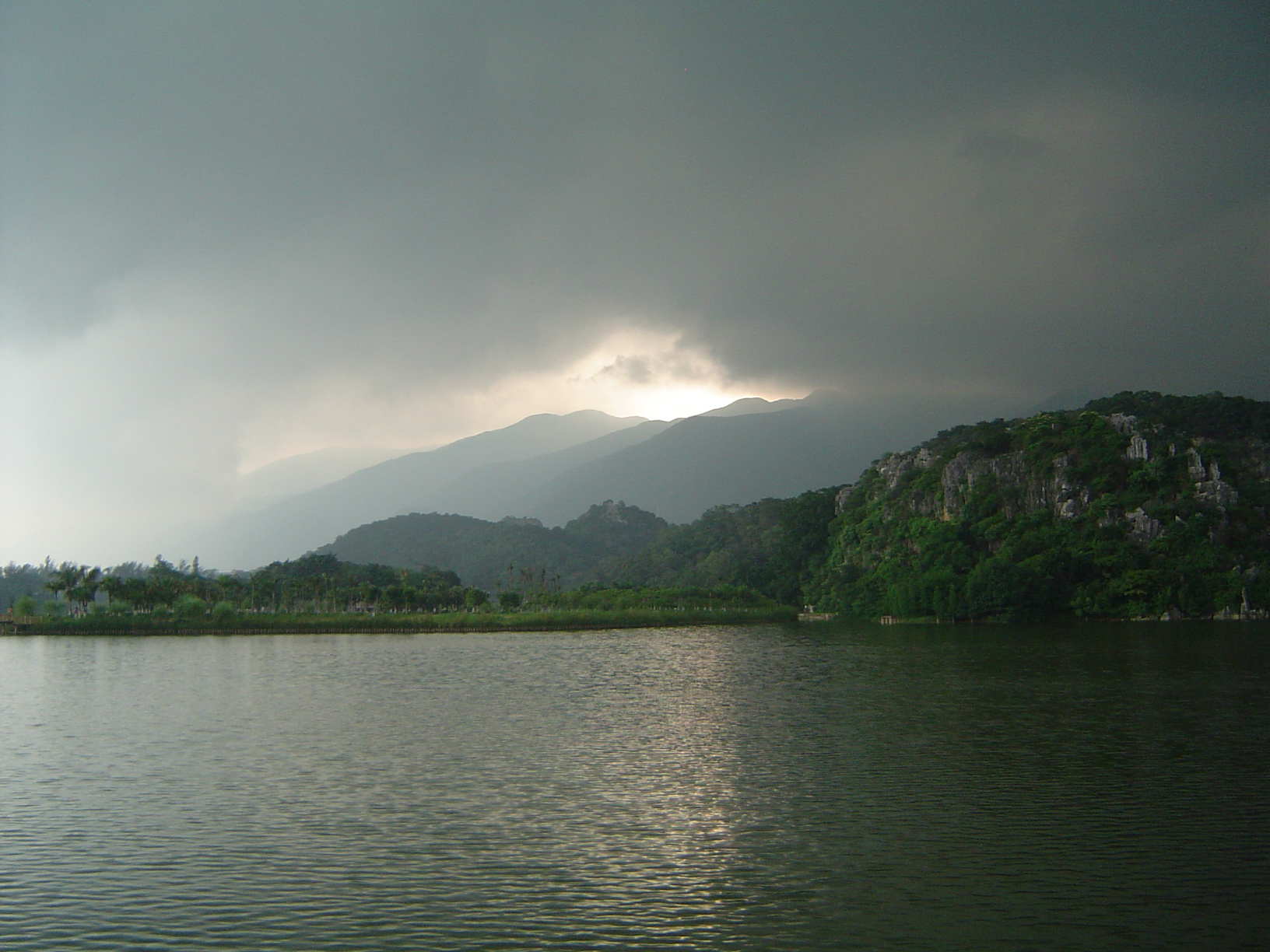
Lac à Zhaoqing

### Référence de traduction
- (en) Cet article est partiellement ou en totalité issu de l’article de Wikipédia en anglais intitulé « Zhaoqing » (voir la liste des auteurs).